# Welsh Church Act 1914
Der Welsh Church Act 1914 ist ein Act of Parliament, durch den die Church of England aufgeteilt wurde und in „Wales und Monmouthshire“ ihren Status als die vom Staat getragene und privilegierte Kirche (established church) verlor, wodurch die Church in Wales entstand. Der Act war seit langem von den Nonkonformisten in Wales gefordert worden, die einen Großteil der Bevölkerung repräsentierten. Der Act wurde von der Liberal Party unterstützt und von der Conservative party (der Bastion der Anglikaner) bekämpft.
Der Act, der 1920 umgesetzt wurde, war eine kontroverse Maßnahme und wurde vom House of Commons als eines von nur sieben Gesetzen verabschiedet, die unter den Voraussetzungen des Parliament Act 1911 durchgeführt wurden. Durch den Parliament Act wurden die Kompetenzen des House of Lords begrenzt, so dass das Oberhaus, in dem zahlreiche anglikanische Bischöfe qua Amt Mitglied sind, kein Veto einlegen konnte. Die wichtigste Veränderung lag im Finanzbereich, weil die Kirche nicht länger „Tithe Money“ (den Zehnten, eine Grundsteuer unabhängig von der Konfessionszugehörigkeit) erheben konnte. Sie behielt jedoch ihren gesamten Immobilien- und Landbesitz (Glebes = Pfarrgüter).

## Bedeutung
Das Gesetz war politisch und historisch bedeutsam als eines der ersten Stücke der Gesetzgebung, die sich ausschließlich auf Wales (und Monmouthshire) bezogen, im Gegensatz zur größeren Rechtseinheit von „England und Wales“.
Die Verabschiedung dieses Gesetzes war der Erfolg einer langwierigen Kampagne, die bereits Mitte des 19. Jahrhunderts begonnen hatte und vor allem von walisischen Nonkonformisten, wie den Calvinistic Methodists, Baptisten, Unitariern und anderen protestantischen Gruppen geführt wurde, die dagegen kämpften, die „Tithes“ an die Church of England zahlen zu müssen. Die Kampagne wurde später heftig von der patriotischen Cymru-Fydd-Bewegung unterstützt.
Der englische katholische Autor Gilbert Keith Chesterton machte sich in seinem Gedicht Antichrist, or the Reunion of Christendom: An Ode über die Aufregung lustig, die dieses Gesetz verursachte. Er adressierte dabei mehrfach Frederick Edwin Smith, einen der Hauptgegner.
Weil im August 1914 der Erste Weltkrieg ausbrach, wurde dem Act das Royal Assent am 18. September zusammen mit dem Government of Ireland Act 1914 gegeben. Zusätzlich wurde aber auch der Royal Assent für den Suspensory Act 1914 gegeben, der festlegte, dass die beiden anderen Acts erst in Kraft treten würden, wenn der Krieg beendet war. Am 31. März 1920 wechselte der größte Teil der walisischen Church of England über in die neue Church in Wales, eine unabhängige Provinz der Anglican Communion. Sie hat sechs Diözesen, die von dem Archbishop of Wales geleitet werden. 19 von 20 Gemeinden in Wales, die nahe an der Grenze zu England waren, stimmten jedoch mit überwältigender Mehrheit dafür, bei der Church of England zu bleiben (Border polls 1915–1916). Beispielsweise gehört die Gemeinde St Stephen's Church in Old Radnor (Powys) noch immer zur Diözese Hereford in England.